# Томаш Іван
Томаш Іван (пол. Tomasz Iwan; нар. 12 серпня 1971, Слупськ, Польща) — польський футболіст, гравець збірної Польщі, виступав на позиції півзахисника. З 2013 по 2018 рік організаційний директор збірної Польщі.

## Клубна кар'єра
Футбольну кар'єру розпочав 1988 року в складі «Янтаря» (Устка). Потім виступав за команду рідного міста — «Гриф» (Слупськ). В Екстраклясі дебютував 1991 року в футболці познанської «Олімпії». У 1994 році виїхав до Нідерландів, де підписав контракт з «Родою» (Керкраде). Роком пізніше в опитуванні від польського тижневика «Пілка ножна» в номінації Відкриття року. Протягом майже 7 років поспіль (з нетривалою перервою) виступав в Нідерландах. За його перехід у 1998 році ПСВ заплатив 3,2 мільйони доларів. Разом з цією командою двічі вигравав національний чемпіонат. З 2001 по 2005 рік виступав в австрійських клубах (в основному за «Адміру Ваккер Медлінг». У сезоні 2005/06 років Томаш Іван повернувся до Екстракляси, виступав за команду «Лех» (Познань). Проте отримав важку травму, через що по завершенні сезону змушений був завершити кар'єру футболіста.
Один з двох гравців, які виступали в першій лізі в складі трьох різних познанських клубів («Олімпія», «Варта» та «Лех»). Ішим таким футболістом був Даріуш Войцеховський.

## Кар'єра в збірній
У футболці національної збірної Польщі дебютував 16 серпня 1995 року Польща-Франція (1:1) в Парижі. Востаннє футболку збірної одягав 17 квітня 2002 року в поєдинку Польща-Румунія (1:2) в Бидгощі. Не потрапив на чемпіонат світу 2002 року, це рішення було одним з «дивних» у виконанні тодішнього головного тренера «кадри» Єжи Енгеля. Сам же Енгель мотивував своє рішення нечастою появою Томаша в поєдинках його клубу. У футболці збірної зіграв 40 матчів, відзначився 4-а голами.
31 жовтня 2013 року призначений організаційним директором збірної Польщі, замінивши Конрада Паснєвського на цій посаді. Залишався на цій посаді до початку Чемпіонат світу 2018 року в Росії. Після невдалого турніру, Єжи Бженчек замінив Адама Навалку на посаді тренера збірної, запросивши новий тренерський персонал. Томаш Іван завершив роботу на посаді директора збірної 16 липня 2018 року.
| Голи за збірну | Голи за збірну | Голи за збірну | Голи за збірну      | Голи за збірну | Голи за збірну | Голи за збірну | Голи за збірну |
| #              | Дата           | Місце          | Матч                | Гол(и)         | Рахунок        | Результат      | Змагання       |
| -------------- | -------------- | -------------- | ------------------- | -------------- | -------------- | -------------- | -------------- |
| 1              | 25/03/1998     | Варшава        | Польща – Словенія   | 55'            | 2 – 0          | 2 – 0          | Товариський    |
| 2              | 06/09/1998     | Софія          | Болгарія – Польща   | 47'            | 0 – 3          | 0 – 3          | кваліфіація ЧЄ |
| 3              | 05/06/1999     | Варшава        | Польща – Болгарія   | 62'            | 2 – 0          | 2 – 0          | кваліфіація ЧЄ |
| 4              | 09/06/1999     | Люксембург     | Люксембург – Польща | 68'            | 0 – 3          | 2 – 3          | кваліфіація ЧЄ |

## Статистика

### Клубна
| Сезон                        | Клуб                         | Країна     | Матчі | Голи |
| ---------------------------- | ---------------------------- | ---------- | ----- | ---- |
| 1991/92                      | «Олімпія» (П)                | Польща     | 17    | 1    |
| 1992/93                      | ЛКС (Лодзь)                  | Польща     | 10    | 0    |
| 1993/94                      | «Варта» (Познань)            | Польща     | 31    | 7    |
| 1994/95                      | «Рода» (Керкраде)            | Нідерланди | 30    | 4    |
| 1995/96                      | «Феєнорд»                    | Нідерланди | 31    | 3    |
| 1996/97                      | «Феєнорд»                    | Нідерланди | 14    | 0    |
| 1997/98                      | ПСВ                          | Нідерланди | 26    | 1    |
| 1998/99                      | ПСВ                          | Нідерланди | 21    | 3    |
| 1999/00                      | ПСВ                          | Нідерланди | 12    | 0    |
| 2000/01                      | ПСВ                          | Нідерланди | 1     | 0    |
| 2000/01                      | Трабзонспор                  | Туреччина  | 0     | 0    |
| 2000/01                      | «Росендал»                   | Нідерланди | 10    | 1    |
| 2001/02                      | «Аустрія» (Відень)           | Австрія    | 12    | 0    |
| 2002/03                      | «Адміра Ваккер Медлінг»      | Австрія    | 34    | 6    |
| 2003/04                      | «Адміра Ваккер Медлінг»      | Австрія    | 33    | 7    |
| 2004/05                      | «Адміра Ваккер Медлінг»      | Австрія    | 14    | 1    |
| 2005/06                      | «Лех» (Познань)              | Польща     | 16    | 3    |
| Оновлено 2 березня 2011 року | Оновлено 2 березня 2011 року | Загалом    |       |      |

## Досягнення
- Ередивізі
  -  Чемпіон (2): 1999-2000, 2000-01

- Кубок Йогана Кройфа
  -  Володар (1): 1998

## Кар'єра тренера
Працював головою комісії з розвитку пляжного футболу ПЗПН, а також головним тренером збірної Польщі з пляжного футболу.

## Особисте життя
- Брат Мирослав також був футболістом, виступав за познанську «Варту».
- 29 жовтня 2014 року йому було присвоєно звання почесного громадянина міста Устка[8].
- Від першого шлюбу має близнюків — Оскара і Тіну. Наталія Якулаш народила від нього сина Віктора.